# Romanus Elamu Mihali
Romanus Elamu Mihali (ur. 10 czerwca 1969 w Itulituli) – tanzański duchowny katolicki, biskup Iringi od 2025.

## Życiorys
Święcenia kapłańskie otrzymał 13 lipca 2000 i został inkardynowany do diecezji Iringi.
28 stycznia 2025 papież Franciszek mianował go ordynariuszem diecezji Iringa. Sakry udzielił mu 27 kwietnia tego samego roku kardynał Polycarp Pengo. 